# Gobierno provisional de Priamurye
El Gobierno Provisional de Priamurye (o Gobierno Provisional de Priamur, en ruso: Приамурский земский край) fue el último enclave del Estado ruso durante la Guerra Civil Rusa existió en la región rusa del Lejano Oriente de Priamurye, Rusia, entre el 27 de mayo de 1921 y el 16 de junio de 1923. 
El gobierno tuvo su origen en un golpe de Estado del Ejército Blanco en Vladivostok y sus alrededores cuyo objetivo era romper relaciones con la República del Lejano Oriente, sobreviviendo tras un cordón sanitario de tropas japonesas involucradas en la Intervención Siberiana. El golpe fue iniciado el 23 de mayo de 1922 los restos del Ejército Popular de Komuch de Vladímir Kápel.

El gobierno estaba encabezado por los hermanos Merkúlov: Spiridón Dionísovich Merkúlov, exfuncionario del Ministerio de Agricultura y jefe del gobierno de Priamurye; y Nikolái Dionísovich Merkúlov, comerciante. Ambos habían sido diputados de la Duma Estatal del Imperio Ruso y partidarios del Gobierno Provisional Ruso. Un poco más tarde, el atamán cosaco Grigori Semiónov intentó tomar el poder, pero no tuvo el respaldo de los japoneses y finalmente se retiró. Los Kápelevtsy y los Semiónovtsy se despreciaban.[cita requerida]

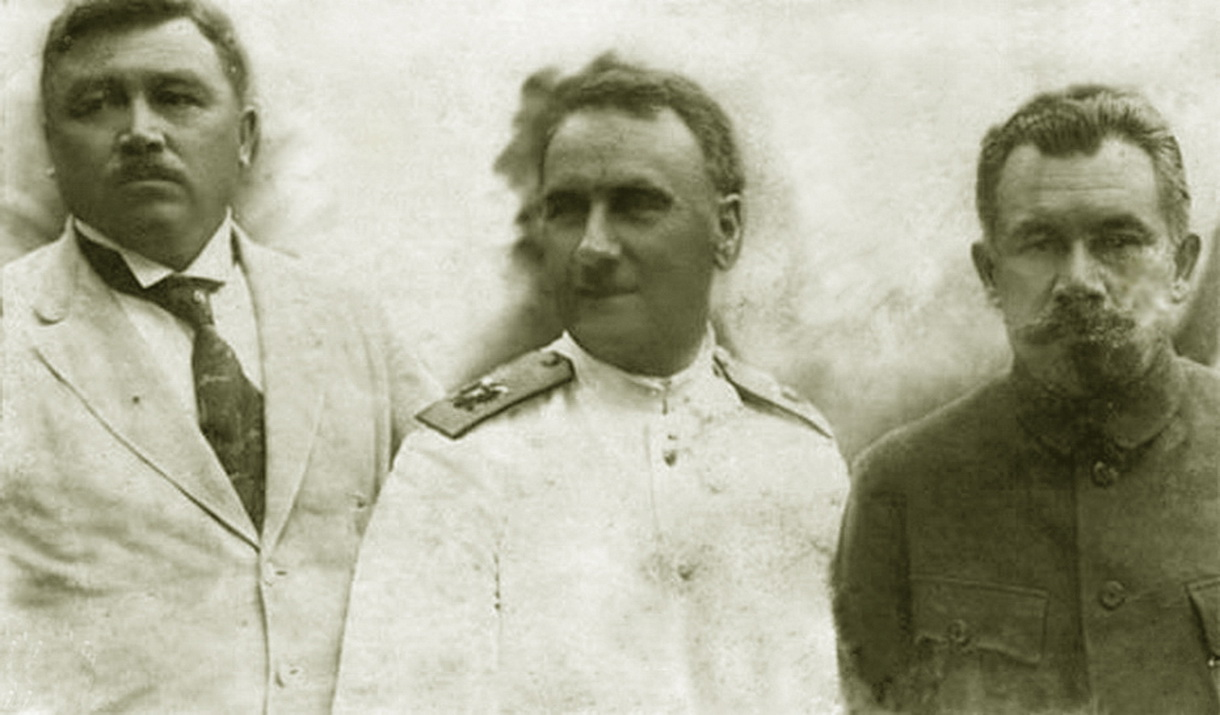
Ministro de Relaciones Exteriores N.D. Merkúlov, Almirante G.K. Stark, Presidente S.D. Merkúlov del Gobierno Provisional de Priamurye

 Gradualmente, el enclave se expandió a Jabárovsk y luego a Spassk, 125 millas al norte de Vladivostok. Los Merkúlov fueron depuestos en junio de 1922 y reemplazados por uno de los generales del almirante Aleksandr Kolchak, Mijaíl Díterijs.
En julio de 1922, se convocó en el territorio un Zemski Sobor (Приамурский Земский Собор). Este sobor llamó a todo el pueblo ruso al arrepentimiento por el derrocamiento del Zar Nicolas II y proclamó al Gran Duque Nikolái Nikoláyevich como el Nuevo zar de Rusia. El patriarca Tijon fue nombrado presidente honorario del sobor. No estaban presentes ni el Gran Duque ni el Patriarca. El territorio pasó a llamarse Priamurski Zemski Krai y Mijaíl Díterijs se autodenominó voyevoda. El ejército pasó a llamarse Zémskaya Rat (Rat es un término eslavo arcaico que significa "fuerza militar").
Cuando los japoneses se retiraron, el ejército soviético de la República del Lejano Oriente recuperó la mayor parte del territorio del Gobierno de Priamurye. El distrito de Ayano-Mayski estaba controlado por Anatoli Pepeliáyev en ese momento, y su rendición en junio de 1923 marcó el final de la Guerra Civil Rusa.